# Reinoud III van Gelre
Reinoud III of Reinald III (13 mei 1333 - 4 december 1371) was hertog van Gelre en graaf van Zutphen. Hij was een zoon van Reinoud II van Gelre en Eleonora van Engeland. Op 1 juli 1347 huwde hij in Tervuren met Maria van Brabant, de derde dochter van hertog Jan III van Brabant en Maria van Évreux. Hij werd begraven in het Klooster 's-Gravendaal.
Zijn bijnaam luidde Reinoud de Dikke of Vette: mede vanwege zijn tienjarige gevangenschap (1361-1371) was hij door goede behandeling enorm in omvang gegroeid waardoor hij zijn cel niet meer uit kon.

## Levensloop
Na het overlijden van Reinoud II in oktober 1343 werd de 10-jarige Reinoud III te jong bevonden om het hertogdom Gelre te besturen. De Raad van State koos twee voogden, zijn moeder Eleanora en zijn oom Dirk IV van Valkenburg, en stelde zijn oom Jan van Valkenburg aan als stadhouder. Het boterde niet tussen Eleonora en Dirk van Valkenburg, waarna Eleonora besloot om met haar twee zoons naar Calais te vertrekken, waar haar broer Eduard III van Engeland met een beleg van de stad bezig was. Reinoud II had besloten dat zijn oudste zoon zou huwen met Maria van Brabant. Edward III wenste daarentegen dat Reinoud III een huwelijksverbintenis aan zou gaan met het Huis Gulik. Ondertussen had Dirk van Valkenburg een verbond gesloten met Willem IV van Holland. Deze laatste wilde een huwelijk tussen Reinoud III en zijn zuster Isabella. Reinoud III volgde echter de wens van zijn vader en vertrok naar Antwerpen en huwde in Vilvoorde met Maria van Brabant. Het echtpaar verkreeg het 'Land van Turnhout' als bruidsschat.
Enkele dagen na de bruiloft volgde Reinoud III  zijn schoonvader Jan III van Brabant in de Slag bij Hamont (21 juli 1347) tegen de opstandige Luikenaren. De slag verliep desastreus voor het Hertogdom Brabant en Gelre, de 15-jarige Reinoud III raakte gewond en verloor belangrijke mannen als Hubert II van Culemborg en Robert van Arkel. Hoewel Reinoud in de keuze voor een echtgenote de wens van zijn oom Edward III van Engeland niet had gevolgd, bleef hij zijn oom wel steunen in de Honderdjarige Oorlog met Frankrijk. Reinoud III kreeg in de periode 1348-1350 te maken met de Zwarte Dood die in Europa vele slachtoffers maakte en met een partijtwist tussen zijn edelen, de Heeckerens en Bronkhorsten. Reinoud moest een keuze maken aan welke kant hij stond en koos uiteindelijk rond 1350 voor de Van Heeckerens. De Van Bronckhorsten, die toen nog in tel waren in het Hertogdom Gelre, wisten Reinouds 14-jarige jongere broer Eduard voor zich te winnen. Dit leidde tot de elf jaar durende Gelderse Broeder- en burgertwist (1350-1361). 

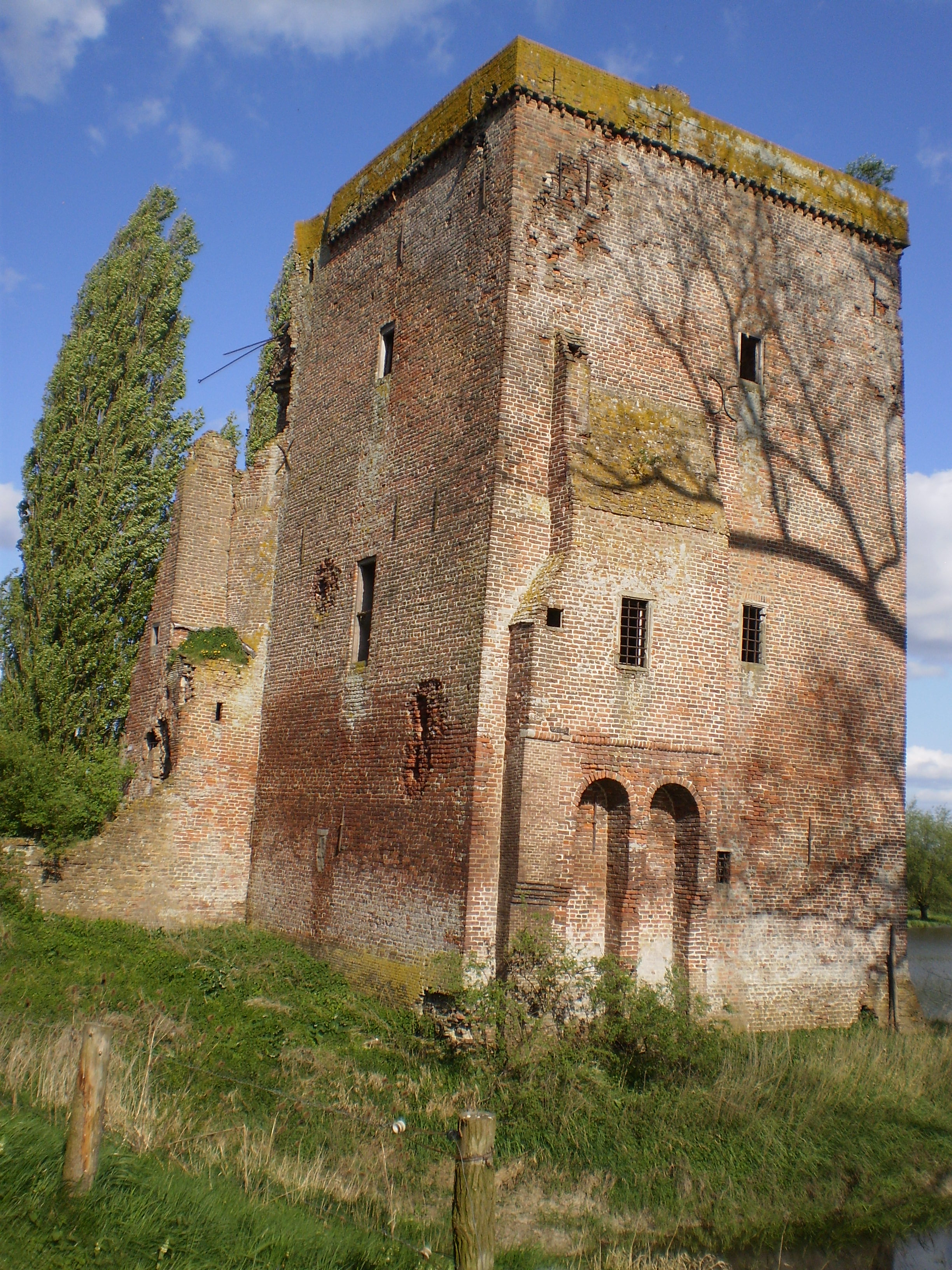
Kasteel de Nijenbeek, waar Reinoud circa 6 jaar verbleef.

Reinoud of een van zijn aanhangers zat achter de moord op Emmerik van Druten, die enkele jaren daarvoor van partij gewisseld was.
Nadat Reinoud III het onderspit dreigde te delven in deze Gelderse Broederstrijd, gaf hij privileges aan de boeren op de Veluwe. Zij werden hierdoor vrije boeren en trokken met Reinoud op tegen Eduard. In de Slag op de Vrijenberg op 19 juli 1354 werden Reinoud en zijn boerenaanhang vernietigend verslagen.
Na de dood van zijn schoonvader in 1355 mengde Reinoud III zich ook even in de Brabantse Successieoorlog (1355-1357).
In mei 1361 werd Reinoud III tijdens een slag bij Tiel gevangengenomen door zijn broer en eerst opgesloten in kasteel Rosendael (3 à 4 jaar) en daarna in kasteel De Nijenbeek, circa 6 jaar (ten noordoosten van Voorst, Gelderland). Tijdens zijn verblijf in gevangenschap zou Reinoud zo corpulent geworden zijn, mede veroorzaakt door te weinig beweging en aanleg tot zwaarlijvigheid, dat hij zijn cel niet meer kon verlaten en de deur open kon blijven.
In augustus 1371 sneuvelde Eduard in de Slag bij Baesweiler en werd Reinoud bevrijd (volgens de legende moesten de muren worden uitgehakt) en opnieuw uitgeroepen tot hertog van Gelre. Zijn tweede regeerperiode mocht echter niet lang duren. Reinoud III stierf in december 1371, zonder officiële wettelijke erfgenamen na te laten. Wel had hij een natuurlijk kind, een bastaardzoon, thans bekend als Jan van Hattem.
Nadat in 1193 reeds de Heinsbergse tak, en in 1368 de Kleefse tak uitgestorven waren, stierf met de dood van Reinald III de agnatische afstamming, dus in de mannelijke lijn, van de Flamenses uit.

### Jan van Hattem
Reinald III heeft vermoedelijk rond 1350 de burcht in Hattem laten bouwen. Dit zal niet meer zijn geweest dan een eenvoudig versterkt huis. Het was het noordelijkste steunpunt van de hertog. In 1371 wordt het borch en onse stat, borch ende huys genoemd.
Na zijn vrijlating beleende Reinald op 28 september 1371 zijn buitenechtelijke zoon Johan (Jan) met de burcht, de stad en de heerlijkheid Hattem, en met inkomsten uit het ambt Doornspijk, en grondcijnzen in Elburg en Hollanderbroek.  De dag erna werd dit bevestigd door de ridderschap en de steden Nijmegen, Arnhem, Zutphen en Roermond, waarbij bepaald werd dat wanneer Johan belemmerd zou worden in zijn bezit hij schadeloos gesteld zou worden met een bedrag van 50.000 schilden.
Op zijn sterfbed, op 3 december 1371, smeekte Reinald de bewoners en de ambtlieden van Hattem zijn bastaardzoon te huldigen en te steunen bij de uitoefening van zijn rechten. Op 7 mei 1372 bevestigde Mechteld, de halfzuster van Reinoud, vanaf haar residentie Rosendael, per oorkonde handhaving van de erfrechten van Johan, en riep schepenen, raad en burgers van Hattem op Johan als hun heer te erkennen. Aangenomen wordt dat Johan tegenwerking van de stad Hattem had ondervonden. Bovendien verpandde Mechteld enige van haar eigen goederen in de Nederbetuwe als erfgoed aan Johan. Het ging om goederen bij Ommeren, Ingen, Opheusden, Eck en Maurik.
Jan van Hattem verbleef niet vast op zijn burcht Hattem, maar rond Utrecht en in de Betuwe. Rond 1377 werd hij in de balije van Utrecht van de Duitse Orde ingekleed en schonk Mechteld hem 24 pond jaarlijks uit de tiend van Drumpt. Vanaf 1380 was hij korte tijd commandeur van Tiel. In de commanderij van St. Jan van Nijmegen ontving hij een lijfrente van 100 gulden jaarlijks. In 1421 droeg Johan van Hattem zijn rechten op burcht, stad en heerlijkheid Hattem over op Gerard van der Mark (1387-1461).
Jan van Hattem overleed na 1422. .

## Zegels
Reinald III wordt op 12 maart 1344 voor het eerst genoemd in de oorkonde waarin hij samen met Johan van Valkenburg het recht van het heffen van accijns verleent aan de stad Emmerich. Hij heeft dan nog geen eigen zegel. Vanaf 20 september 1344 vaardigt hij zelf oorkonden uit samen met zijn moeder Eleonora, en gebruikt een eigen zegel. Van de inhuldigingstour in het najaar van 1344 is een reeks gezegelde oorkonden bewaard gebleven.
Zijn eerste zegel, gebruikt van 20 september 1344 tot 6 juli 1349, bevat in een driepas een wapenschild met de voorstelling van een gekroonde leeuw met dubbele staart. Op 24 augustus 1347 zegelt hij met hetzelfde wapenschild in een vijfpas waarvan elk der lobben versierd zijn met een drieblad vergezeld van vijf rozetten. Van 13 december 1347 tot 10 oktober 1359 zou hij zegelen met dezelfde gekroonde leeuw in een versierde driepas overtopt door de letter 'R'. Vanaf 1360 bevat zijn zegel een zittende leeuw, de kop verborgen onder een helm, waarboven een scherm van pauwenveren met leeuwtje, in een driepas. In 1371 bevat zijn zegel een dubbele zespas, versierd met bloemetjes, en een wapenschild met een gekroonde leeuw met dubbele staart.
Op 12 augustus 1367 tijdens zijn gevangenschap ontsloeg hij Alard van Buren van de leenplicht waarbij hij verklaarde geen zegel te bezitten. Reinalds zegels werden vervaardigd door Růlekin, ook als Rulkin geschreven, aurifaber (goudsmit) te Arnhem.

## Voorouders
| Voorouders van Reinoud III van Gelre | Voorouders van Reinoud III van Gelre                                   | Voorouders van Reinoud III van Gelre                                   | Voorouders van Reinoud III van Gelre                                        | Voorouders van Reinoud III van Gelre                                        | Voorouders van Reinoud III van Gelre                                         | Voorouders van Reinoud III van Gelre                                         | Voorouders van Reinoud III van Gelre                                         | Voorouders van Reinoud III van Gelre                                         |
| ------------------------------------ | ---------------------------------------------------------------------- | ---------------------------------------------------------------------- | --------------------------------------------------------------------------- | --------------------------------------------------------------------------- | ---------------------------------------------------------------------------- | ---------------------------------------------------------------------------- | ---------------------------------------------------------------------------- | ---------------------------------------------------------------------------- |
| Overgrootouders                      | Otto II 'De Lamme' (1215-1271) ∞ 1240 Margaretha van Kleef († 1251)    | Otto II 'De Lamme' (1215-1271) ∞ 1240 Margaretha van Kleef († 1251)    | Gwijde van Dampierre (±1226-1305) ∞ 1265 Isabella van Luxemburg (1247-1289) | Gwijde van Dampierre (±1226-1305) ∞ 1265 Isabella van Luxemburg (1247-1289) | Eduard I van Engeland (1239-1307) ∞ 1254 Eleonora van Castilië (1241-1290)   | Eduard I van Engeland (1239-1307) ∞ 1254 Eleonora van Castilië (1241-1290)   | Filips IV van Frankrijk (1268-1314) ∞ 1284 Johanna I van Navarra (1273-1305) | Filips IV van Frankrijk (1268-1314) ∞ 1284 Johanna I van Navarra (1273-1305) |
| Grootouders                          | Reinoud I van Gelre (1255-1326) ∞ Margaretha van Dampierre (1272-1331) | Reinoud I van Gelre (1255-1326) ∞ Margaretha van Dampierre (1272-1331) | Reinoud I van Gelre (1255-1326) ∞ Margaretha van Dampierre (1272-1331)      | Reinoud I van Gelre (1255-1326) ∞ Margaretha van Dampierre (1272-1331)      | Eduard II van Engeland (1284-1327) ∞ 1308 Isabella van Frankrijk (1292-1358) | Eduard II van Engeland (1284-1327) ∞ 1308 Isabella van Frankrijk (1292-1358) | Eduard II van Engeland (1284-1327) ∞ 1308 Isabella van Frankrijk (1292-1358) | Eduard II van Engeland (1284-1327) ∞ 1308 Isabella van Frankrijk (1292-1358) |
| Ouders                               | Reinoud II van Gelre (1295-1343) ∞ Eleonora van Engeland (1318-1355)   | Reinoud II van Gelre (1295-1343) ∞ Eleonora van Engeland (1318-1355)   | Reinoud II van Gelre (1295-1343) ∞ Eleonora van Engeland (1318-1355)        | Reinoud II van Gelre (1295-1343) ∞ Eleonora van Engeland (1318-1355)        | Reinoud II van Gelre (1295-1343) ∞ Eleonora van Engeland (1318-1355)         | Reinoud II van Gelre (1295-1343) ∞ Eleonora van Engeland (1318-1355)         | Reinoud II van Gelre (1295-1343) ∞ Eleonora van Engeland (1318-1355)         | Reinoud II van Gelre (1295-1343) ∞ Eleonora van Engeland (1318-1355)         |
| Reinoud III van Gelre (1333-1371)    |                                                                        |                                                                        |                                                                             |                                                                             |                                                                              |                                                                              |                                                                              |                                                                              |